# Юхкенталь, Робин
Ро́бин Ю́хкенталь (эст. Robin Juhkental, 20 мая 1988, г. Таллин, Эстонская ССР, СССР) — эстонский певец, солист дуэта Malcolm Lincoln. 
Юхкенталь учился в школе Кивимяэ и Таллинской Ныммеской гимназии. Он также изучал дорожное дело в Таллинской высшей технической школе.
Юхкенталь никогда не брал никаких уроков пения. Он участвовал в телевизионных шоу «Kaks takti ette» (2007) и «Eesti otsib superstaari» (2009) в качестве конкурсанта. Дуэт «Malcolm Lincoln» вместе с группой бэк-вокалистов под названием «Manpower 4» выиграл конкурс «Eesti Laul 2010» с песней «Siren» и представлял Эстонию на конкурсе песни «Евровидение-2010». Он также участвовал в Eesti Laul 2015 с песней «Troubles», которая вышла в финал.
Юхкенталь использует сюрреалистический способ написания текстов песен: сначала он просто бормочет, записывает бессмыслицу, а затем начинает думать, на какие слова похожи эти звуки.
Его тексты в основном на английском языке. Он считает, что он недостаточно хороший поэт, чтобы писать тексты на эстонском языке, но считает английский настолько грязным, что тексты, написанные на нём, будут казаться менее плохими, чем на эстонском.